# شهرستان تیان‌ئه
شهرستان تیان‌ئه (به لاتین: Tian'e County) یک شهرستان در جمهوری خلق چین است که در شهر هه‌چی واقع شده‌است.

## خصوصیات
شهرستان تیان‌ئه ۳٬۲۹۱ کیلومترمربع مساحت و ۱۶۰٬۴۴۰ نفر جمعیت دارد و ۲۵۹ متر بالاتر از سطح دریا واقع شده‌است.